# Vilhelm III av Toulouse
Vilhelm III av Toulouse, även känd som Guillaume III, född cirka 970 och död 1037, var regerande greve av Toulouse från 978 till 1037. Han efterträdde sin far, Raymond V, och efterträddes av sin son, Pons. Hans mor var Adelaide-Blanche av Anjou. Vilhelm tillhörde huset Toulouse och var gift med Emma av Provence. Under sitt styre främjade han utvecklingen av regionen och deltog i viktiga politiska och militära aktiviteter. Hans familj inkluderade syskon som Constance av Arles och William II av Provence.